# Хатидже Георгиева
Хатидже Мехмедова Георгиева е български политик и икономист от ДПС. Народен представител от Движението за права и свободи в XLV и XLVIII народно събрание. Била е три мандата заместник-кмет на община Сунгурларе, от ДПС.

## Биография
Хатидже Георгиева е родена 20 февруари 1977 г. в град Сунгурларе, Народна република България. Завършва специалност „Стопанско управление“ във ВТУ „Св. св. Кирил и Методий“, придобива магистърски степени по „Счетоводство и контрол“ от Бургаския свободен университет и „Икономика“ през 2016 г. в Шуменският университет „Епископ Константин Преславски“.